# Jauhenij Karaljok
Jauhenij Sjarhejewitsch Karaljok (belarussisch Яўгеній Сяргеевіч Каралёк, englisch Yauheni Karaliok; * 9. Juni 1996 in Hrodna) ist ein belarussischer Radsportler.

## Sportliche Laufbahn
2015 errang Jauhenij Karaljok gemeinsam mit Raman Zischkou, Michail Schemetau und Raman Ramanau bei den Bahn-Europameisterschaften der U23 die Bronzemedaille in der Mannschaftsverfolgung.
2017 gewann Karaljok die Gesamtwertung des Bahnrad-Weltcups im Scratch, nachdem er bei dem Lauf in Apeldoorn Rang sechs belegt und den Lauf in Los Angeles für sich entschieden hatte. Bei den UCI-Bahn-Weltmeisterschaften 2018 in Apeldoorn sowie bei den UCI-Bahn-Weltmeisterschaften 2020 in Berlin wurde er Weltmeister in dieser Disziplin. 2020 und 2021 wurde er nationaler Meister im Einzelzeitfahren.

## Erfolge

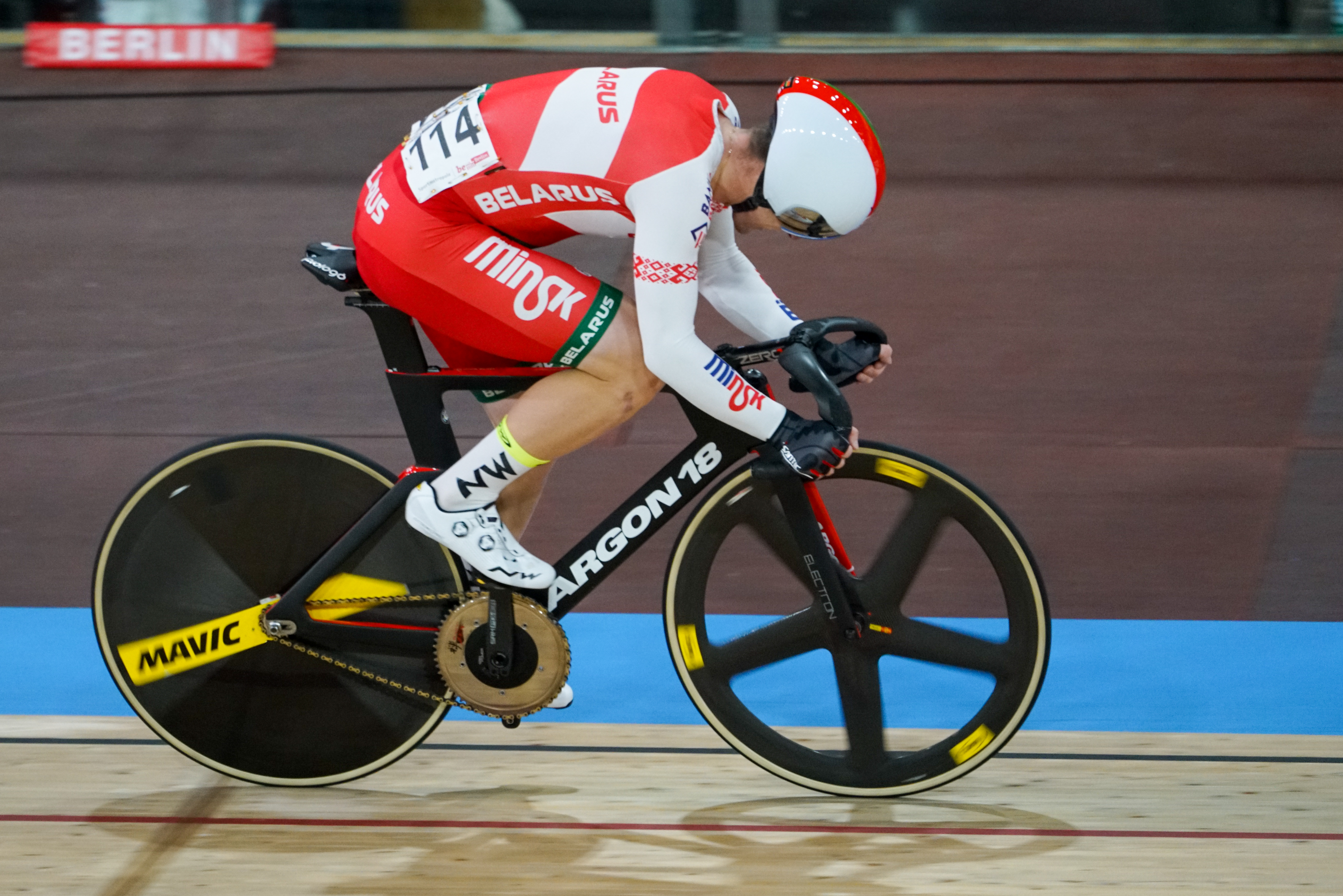
Karaljok im Scratch-Rennen bei der WM 2020

### Bahn
2015
- Europameisterschaft (U23) – Mannschaftsverfolgung (mit Raman Zischkou, Michail Schemetau und Raman Ramanau)

2017
- Bahnrad-Weltcup in Los Angeles – Scratch
- Bahnrad-Weltcup 2016/17 – Gesamtwertung Scratch

2017
- Europameister (U23) – Scratch

2018
- Weltmeister – Scratch
- Weltcup in Minsk – Scratch
- U23-Europameisterschaft – Ausscheidungsfahren
- Belarussischer Meister – Scratch

2019
- Belarussischer Meister – Punktefahren, Scratch
- Europaspiele – Scratch
- Belarussischer Meister – Omnium, Zweier-Mannschaftsfahren (mit Michail Schemetau), Mannschaftsverfolgung (mit Kanstantsin Bialiuski, Hardzei Tsishchanka und Michail Schemetau)
- Bahnrad-Weltcup in Minsk – Scratch

2020
- Belarussischer Meister – Punktefahren, Einerverfolgung
- Weltmeister – Scratch
- Europameisterschaft – Omnium

2021
- Nations’ Cup in Hongkong – Scratch
- Nations’ Cup in Sankt Petersburg – Omnium
- Belarussischer Meister – Ausscheidungsfahren, Omnium, Zweier-Mannschaftsfahren (mit Dzianis Marchuk), Mannschaftsverfolgung (mit Michail Schemetau, Mark Grinkewitsch und Mikita Semaschko)

### Straße
2017
- Belarussischer Meister – Einzelzeitfahren (U23)
- Grand Prix Minsk

2018
- eine Etappe Tour of Mersin
- eine Etappe Tour of Estonia

2019
- Minsk Cup

2020
- Belarussischer Meister – Einzelzeitfahren

2021
- Belarussischer Meister – Einzelzeitfahren

2022
- Grand Prix Justiniano Race